# Elecció papal de 1119
L'elecció papal de 1119 es va celebrar del 29 de gener al 2 de febrer de 1119. Va ser l'elecció papal amb més poca gent del segle xii.
El Papa Gelasi II havia mort al Cluny després d'haver estat expulsat de Roma per Enric V de l'Imperi Romanogermànic, amb motiu de la lluita de les investidures. Probablement només hi van assistir dos bisbes cardenals, quatre sacerdots cardenals i quatre diaques cardenals, en total deu persones. L'elecció va tenir lloc a l'Abadia de Cluny de França, mentre la resta de la Universitat de Cardenals es van quedar a Roma. Fou escollit l'Arquebisbe de Viena, que no era cardenal, com a Papa Cal·lixte II, coronoat a Viena el 9 de febrer, arribà a Roma el 3 de juny de 1120.